# Arcadia Bay
Arcadia Bay fiktív város az Egyesült Államok Oregon államában, a Csendes-óceán partján.

## Története
A város területén amerikai indiánok laktak, mielőtt a Prescott-család megérkezett volna a helyszínre 1895-ben és hivatalosan megalapították a várost. A Prescottok az évszázadok során sokat rontottak a város helyzetén, többek között teljesen tönkretették a halászati iparát, amelyre Arcadia Bay bevételeinek nagy része alapult. 1910-ben alapításra került a Blackwell Academy művészeti iskola a város területén, amely sok gazdag diákot vonzott a kisvárosba.

### Katasztrófák
2010-ben egy tűzvész (amelyet Rachel Amber indított) elpusztította a város élővilágának egy részét. 2013-ban több szokatlan, természetellenes időjárási jelenség is volt a városban, mint hóesés október elején, illetve egy tornádó.

## Elnevezése és inspiráció
A város nevét a görög arcadia szóból származtatták az írók.
A fejlesztők a terep kialakításánál a valóságot vették alapul. Az Egyesült Államok csendes-óceáni partjának északi része mellett döntöttek, hogy elérjék a nosztalgikus, őszi érzést. A fejlesztők meglátogatták a régiót, fényképeket készítettek, beszereztek helyi újságokat és a Google Utcakép szolgáltatást is felhasználták. Eredeti inspirációja Astoria, majd később Garibaldi volt. A játékban találhatók koordináták David Madsen irodájába, amelyek a valóságban a Tillamook-öbölnek felelnek meg.

## Bűnözés
A város területén, főleg iskolájában a droghasználat komoly probléma, az egyik legismertebb drogkereskedő a területen Frank Bowers. 2013-ban kiderült, hogy a városban egy sorozatgyilkos elrabolt több diáklányt is a Blackwell Academyről, akiket aztán bedrogozott és lefényképezett. Az elkövető, Mark Jefferson, legalább hét gyilkosságért felelős.

## Ökológia
Ökológiáját tekintve a város az Egyesült Államok nyugati-parti élővilága mintájára épült. Találhatók itt medvék, kígyók, prérifarkasok, farkasok, bálnák, mókusok és pillangók.